# Chariodema virescens
Chariodema virescens är en skalbaggsart som beskrevs av Blanchard 1843. Chariodema virescens ingår i släktet Chariodema och familjen Melolonthidae. Inga underarter finns listade i Catalogue of Life.